# Коваль Іван Нестерович
Іван Нестерович Коваль — (нар. 28 травня 1920 — 5 лютого 1980) — радянський військовик-артилерист, Герой Радянського Союзу (1943), у роки німецько-радянської війни командир гармати 158-го гвардійського артилерійського полку 78-ї гвардійської стрілецької дивізії 7-ї гвардійської армії Степового фронту, гвардії сержант. Відзначився у битві за Дніпро. 

## Життєпис
Народився 28 травня 1920 року в селі Кам'янка (нині селище міського типу під контролем невизнаної Придністровської Молдавської Республіки) в сім'ї робітника. Молдаванин. Закінчив 7 класів і школу ФЗУ. Працював слюсарем вагонного депо залізничної станції «Куйбишівка-Східна» Хабаровського краю.
У РСЧА з 1941 року. У боях німецько-радянської війни з липня 1942 року.
Командир гармати 158-го гвардійського артилерійського полку (78-а гвардійська стрілецька дивізія, 7-а гвардійська армія, Степовий фронт) гвардії сержант Іван Коваль 26 вересня 1943 року на чолі гарматної обслуги в складі штурмової групи переправився через дніпровський рукав на острів Глинськ-Бородаївський. Форсувавши Дніпро, в бою за плацдарм в районі села Домоткань (Верхньодніпровський район Дніпропетровської області України) 5 жовтня 1943 року обслуга під командуванням гвардії сержанта Коваля знищила танк і вела вогонь по піхоті. Коли вороги спробували обійти артилеристів з флангу, Іван Коваль підняв обслугу в атаку і відстояв завойований рубіж.
26 жовтня 1943 року гвардії сержантові Ковалю Івану Нестеровичу присвоєно звання Героя Радянського Союзу.
Після війни І. М. Коваль продовжував службу в армії. У 1945 році він закінчив Рязанське артилерійське училище.
З 1946 року майор Коваль І. М. у запасі. Жив в столиці Молдавії — місті Кишинів. У 1949 році закінчив республіканську партійну школу і в 1964 році — Кишинівський технікум легкої промисловості. Працював головою республіканського комітету профспілки працівників текстильної та легкої промисловості Молдавської РСР. Помер 5 лютого 1980 року. Похований на Центральному кладовищі в Кишиневі.

## Нагороди
Нагороджений також орденом Леніна, орденами Вітчизняної війни 2-го ступеня, Трудового Червоного Прапора, Червоної Зірки, Знаком Пошани, медалями.